# Synanthedon sciophilaeformis
Synanthedon sciophilaeformis is een vlinder uit de familie wespvlinders (Sesiidae), onderfamilie Sesiinae.
Synanthedon sciophilaeformis is voor het eerst wetenschappelijk beschreven door Walker in 1856. De soort komt voor in het Neotropisch gebied.